# Иё (город)
Иё (яп. 伊予市 Иё-си) — город в Японии, находящийся в префектуре Эхимэ. Площадь города составляет 194,47 км², население — 37 075 человек (1 августа 2014), плотность населения — 190,65 чел./км².

## Географическое положение
Город расположен на острове Сикоку в префектуре Эхимэ региона Сикоку. С ним граничат город Одзу и посёлки Утико, Масаки, Тобе.

## Население
Население города составляет 37 075 человек (1 августа 2014), а плотность — 190,65 чел./км². Изменение численности населения с 1980 по 2005 годы:
| 1980 | 42 842 чел. |  |
| 1985 | 42 306 чел. |  |
| 1990 | 41 516 чел. |  |
| 1995 | 41 064 чел. |  |
| 2000 | 40 505 чел. |  |
| 2005 | 39 493 чел. |  |

## Символика
Деревом города считается метасеквойя, цветком — ботва.